# Pierre Bertrand (évêque)
Pour les articles homonymes, voir Pierre Bertrand et Bertrand.
Pierre Bertrand  (mort le 3 septembre 1563), est un ecclésiastique qui fut évêque de Cahors de 1557 à 1563.

## Biographie
Pierre Bertrand est official et archidiacre de Cahors lorsqu'il est nommé évêque le 7 mai 1557. Il est consacré par l'évêque de Sarlat François de Saint-Nectaire le 31 juillet suivant.
Dans son diocèse, il doit faire face aux Calvinistes qui l'emprisonnent. Il est libéré par Blaise de Montluc mais meurt dès le 3 septembre 1563.